# Tudor Place
Tudor Place è una residenza padronale di piantagione collocata presso Washington. Originariamente era la sede di Thomas Peter e di sua moglie, Martha Parke Custis Peter, una nipote di Martha Washington. Suo nonno adottivo, George Washington, aveva lasciato alla nipote un'eredità di 8000 dollari nel suo testamento che vennero utilizzati per acquistare il terreno della proprietà nel 1805. La tenuta comprendeva, oltre al luogo dove sorgerà la villa anche la parte alta di Georgetown e aveva un'eccellente vista sul fiume Potomac.

## Storia

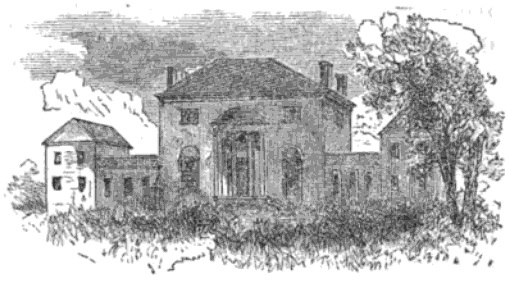
Tudor Place in un'incisione precedente al 1874

Sulla base del testamento di George Washington del 1799, Martha Parke Custis Peter ricevette 8000 (equivalenti a 137.000 dollari attuali). Dal testamento di Martha Washington, Martha Parke Custis Peter ereditò 90 schiavi. Suo marito, Thomas Peter, utilizzerà il denaro ereditato dalla moglie e la manodopera degli schiavi per acquistare la proprietà dove sorgerà Tudor Place nel 1805. Per il progetto della villa venne chiamato l'architetto William Thornton, il quale stava già lavorando al Campidoglio e alla The Octagon House. Le decorazioni includevano cuscini ricamati a mano da Martha Washington nel 1801 "eseguiti con decorazioni a conchiglia in lana marrone e gialla, rifiniti in seta color oro oltre a una coperta da letto sempre ricamata da Martha Washington.
Il precedente proprietario della tenuta aveva iniziato a costruire alcune piccole costruzioni che son oggi identificabili con le ali laterali della villa. Thornton si concentrò invece sulla struttura principale e a come connetterla con le ali laterali, combinando elementi in stucco e mattoni. Il portico "a tempio" supportato da colonne è la parte più originale della facciata. Punto focale della residenza è la collezione di più di 100 oggetti appartenuti a George e Martha Washington che fanno ancora oggi di Tudor Place la più grande collezione di oggetti appartenuti alla prima famiglia presidenziale al di fuori della dimora storica di Mount Vernon.
Il 28 settembre 1811, la madre di Martha Peter, Eleanor Calvert, di 56 anni, membro rilevante della famiglia Calvert del Maryland nonché nuora di Martha Washington e nipote adottiva di George Washington, morì a Tudor Place. Martha Peter annotò in una lettera del 15 febbraio 1812 all'amica Eliza Susan Quincy (1798–1884), quanto fosse importante per Martha essere stata in grado di trascorrere con la madre l'ultima notte della sua vita a Tudor Place.

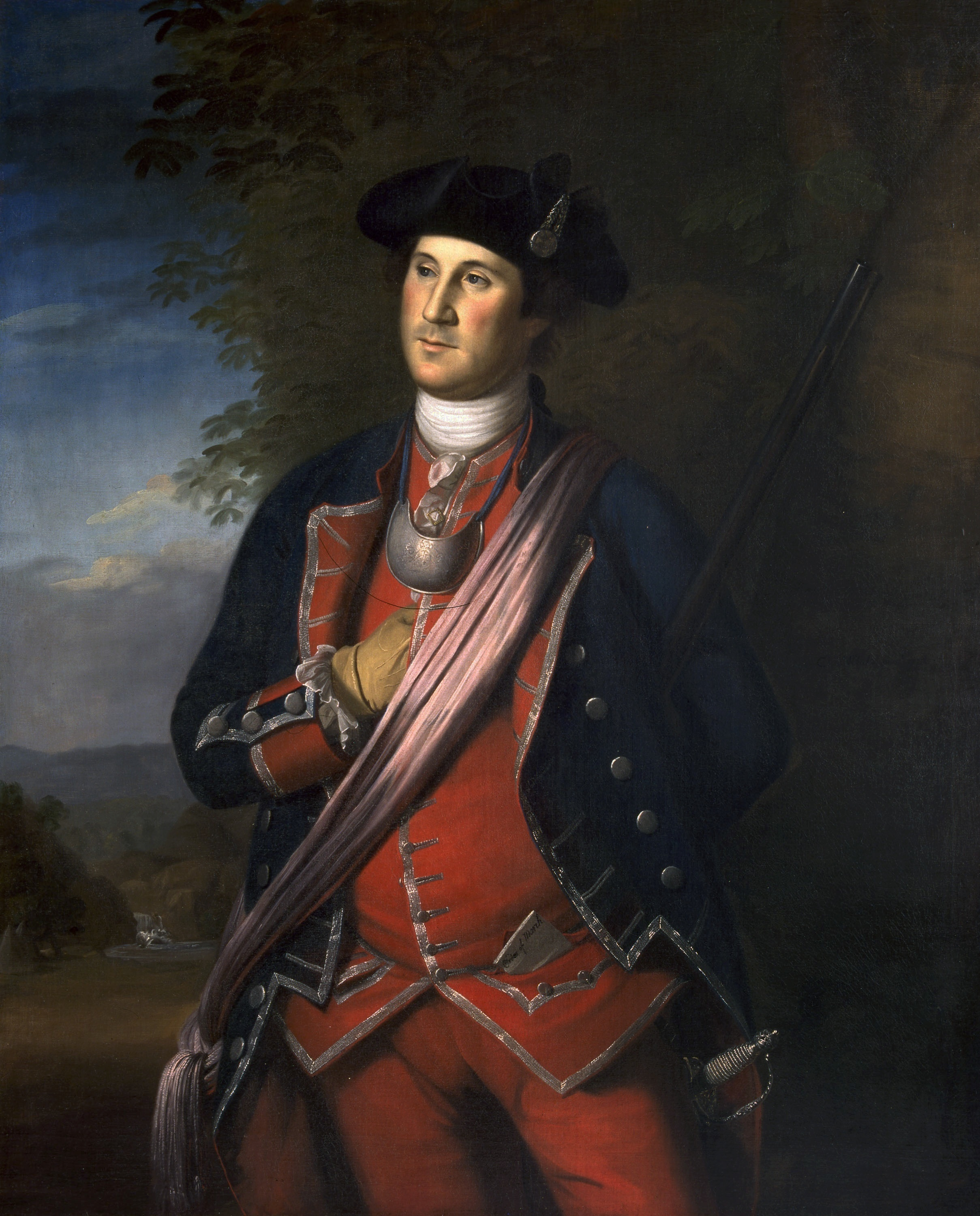
Ritratto di George Washington eseguito da Charles Willson Peale: si noti la gorgiera d'argento che Mrs. Peter donò a Josiah Quincy III durante la sua visita a Tudor Place nel 1813

Nel marzo del 1813, dopo aver rinunciato al proprio seggio al Congresso degli Stati Uniti, l'educatore e figura politica statunitense Josiah Quincy III e sua moglie, Eliza Susan Quincy, fece visita ai Peters a Tudor Place. Mentre si trovava qui, Mrs. Peter donò a Josiah la gorgiera d'argento appartenuta al generale Washington con il suo nastro. Questa gorgiera, rappresentata nel ritratto che il pittore Charles Willson Peale fece nel 1772 all'allora colonnello George Washington, era un collare di metallo disegnato per proteggere la gola di chi lo portava e Mrs. Peter l'avevsa ricevuta dalla divisione delle proprietà di suo padre. Quincy donò poi questa gorgiera al Washington Benevolent Society of Boston a nome di Mrs. Peter il 13 aprile 1813.
Il 18 dicembre 1815, ed il 12 gennaio 1816, l'ex segretario di stato statunitense Timothy Pickering fece visita ai Peters a Tudor Place.
Thomas e Martha Peter crebbero otto figli a Tudor Place, ospitando anche il marchese di Lafayette durante il suo viaggio negli Stati Uniti nel 1824. Quando, John Parke Custis Peter, figlio della coppia, raggiunse la maggiore età, suo padre gli concesse una fattoria presso Seneca, nel Maryland. John P.C. Peter costruì una replica in piccolo di Tudor Place tra il 1828 ed il 1830 chiamata Montevideo. La fattoria includeva anche il sito archeologico della Seneca Quarry, di cui nel 1847 si interessò anche lo Smithsonian Institution Building.
Il commodoro Beverley Kennon I (1793–1844) occupò Tudor Place con sua moglie Britannia Peter, figlia di Thomas Peter, dopo la celebrazione del loro matrimonio nella casa.
Nel 1869 circa, Robert E. Lee, ex comandante generale delle armate della Confederazione del Sud nella guerra civile americana del 1861–1865, fece visita a Tudor Place prima della sua morte, avvenuta il 12 ottobre 1870. Dal 1874, Tudor Place venne occupata da Thos. Beverley Kennon (1830–1890), un nipote di Thomas Peter, ex capitano della guerra civile e collaboratore del servizio segreto confederato, nonché inviato militare dell'esercito americano presso il Chedivè d'Egitto. Nel 1890, l'anno della morte di Beverley Kennon, Brittania W. Kennon era la più anziana tra i discendenti di Mrs. Washington, il The Century Illustrated Monthly Magazine pubblicò un articolo dettagliato sulla collezione di oggetti appartenuta a Martha Washington conservati in Tudor Place.
L'edificio venne compreso nei National Historic Landmarks nel 1960. Tudor Place si trova al n.1644 della 31st Street, N.W. ed è oggi aperta al pubblico.

## Galleria d'immagini

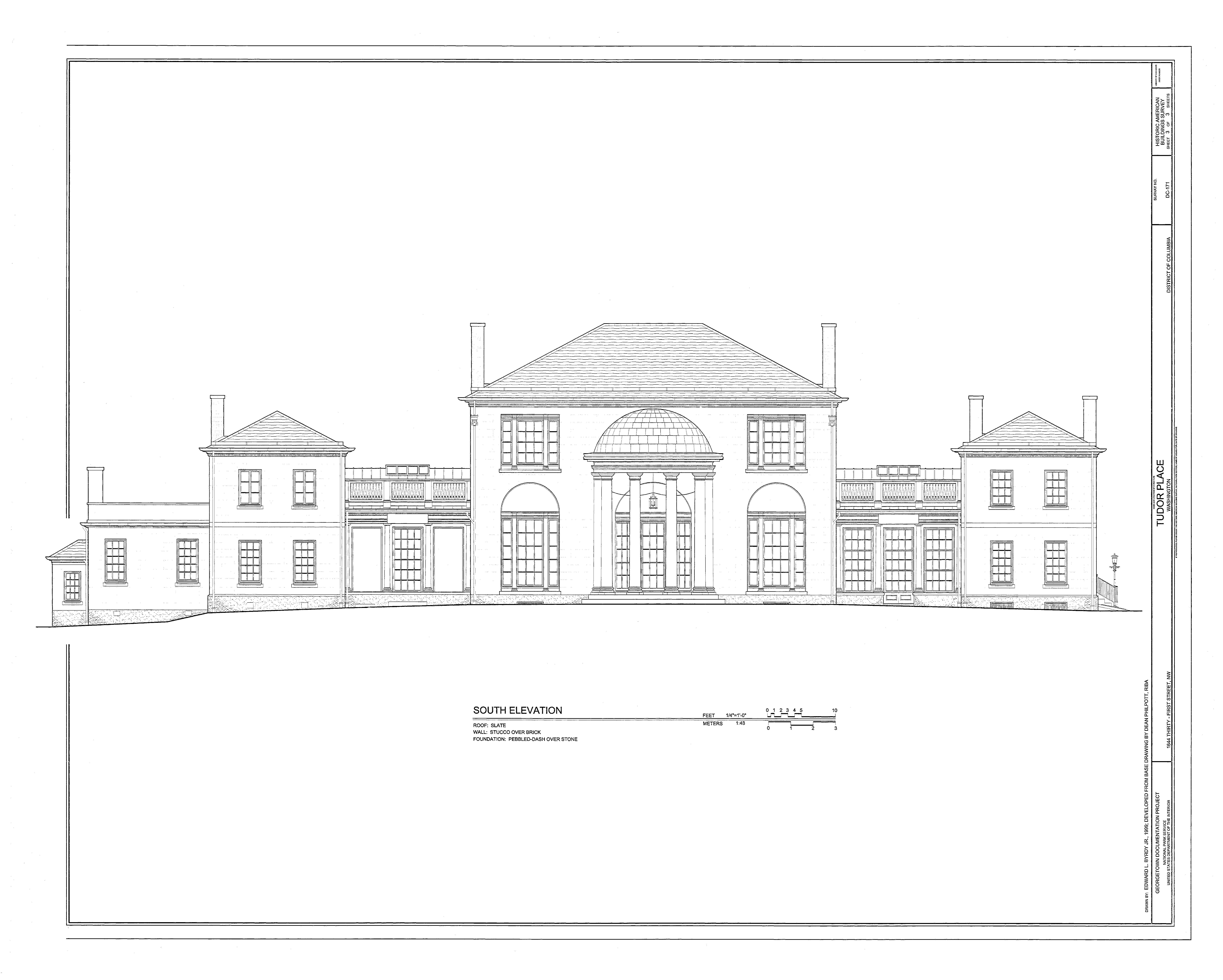
Library of Congress 1999 Historic American Buildings Survey No. DC 171. Disegno architettonico che mostra la facciata sud di Tudor Place in scala 1:48.
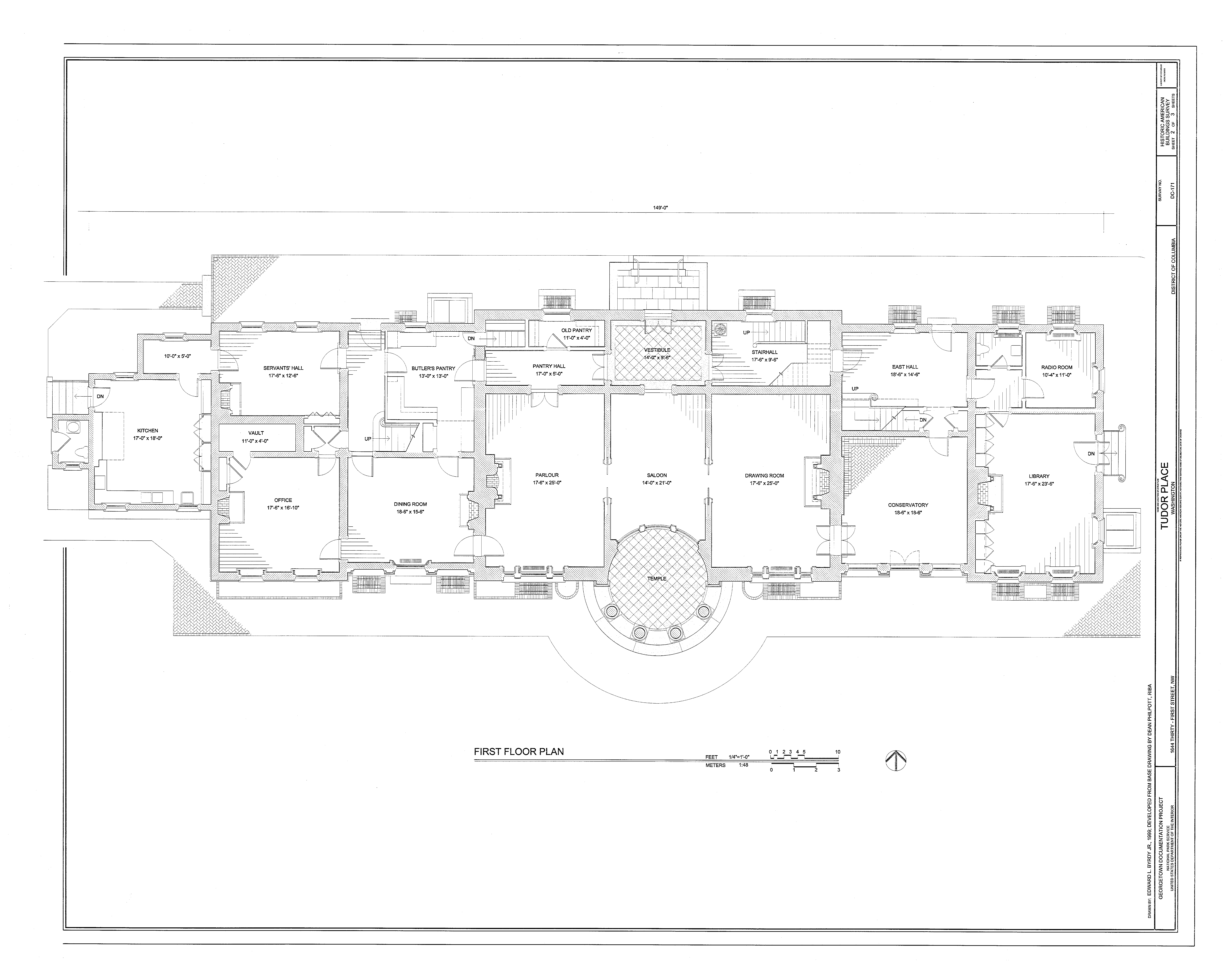
Library of Congress 1999 Historic American Buildings Survey No. DC 171. Disegno architettonico che mostra il piano terreno di Tudor Place in scala 1:48.
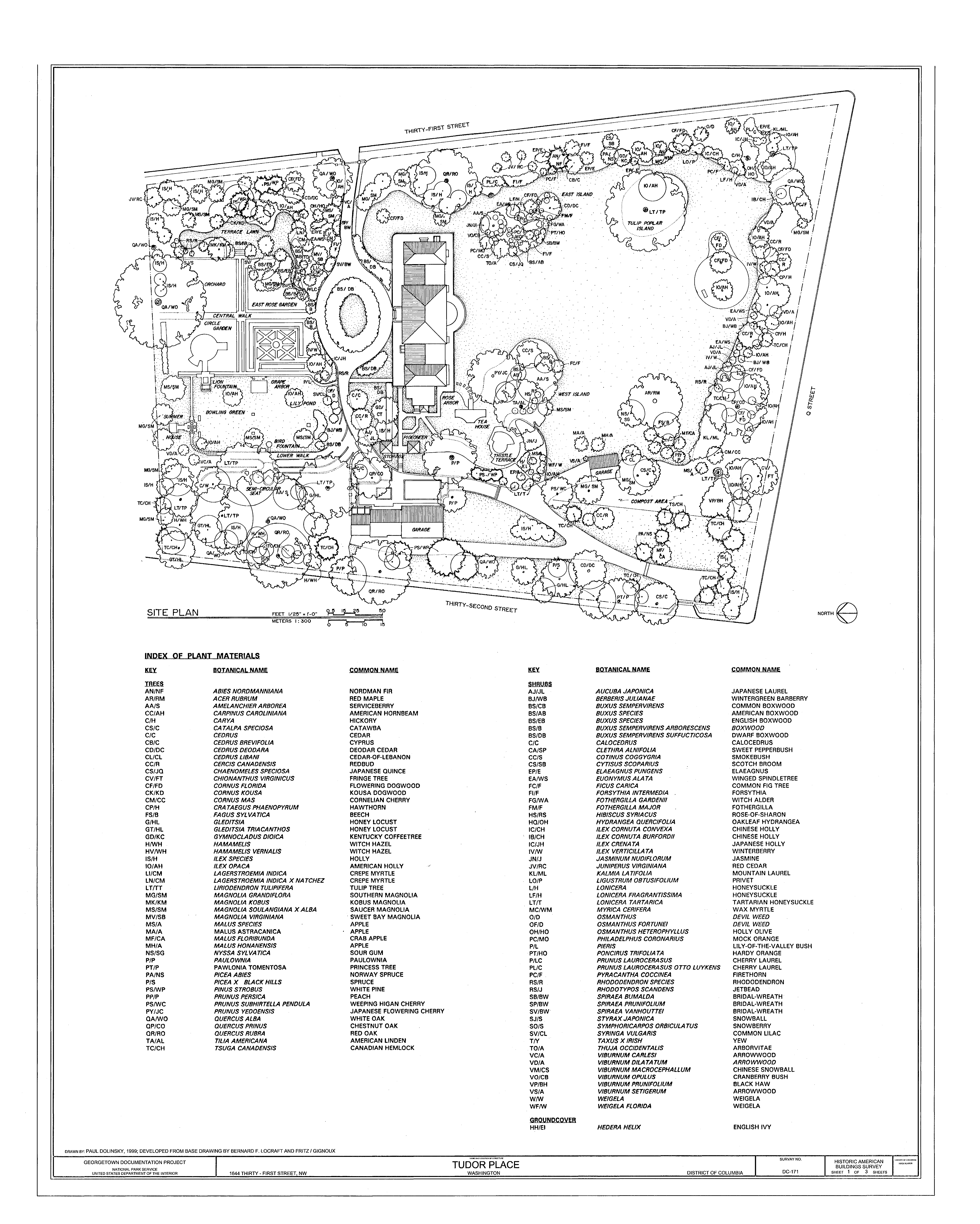
Library of Congress 1999 Historic American Buildings Survey No. DC 171. Disegno architettonico dei giardini della tenuta in scala 1:300.
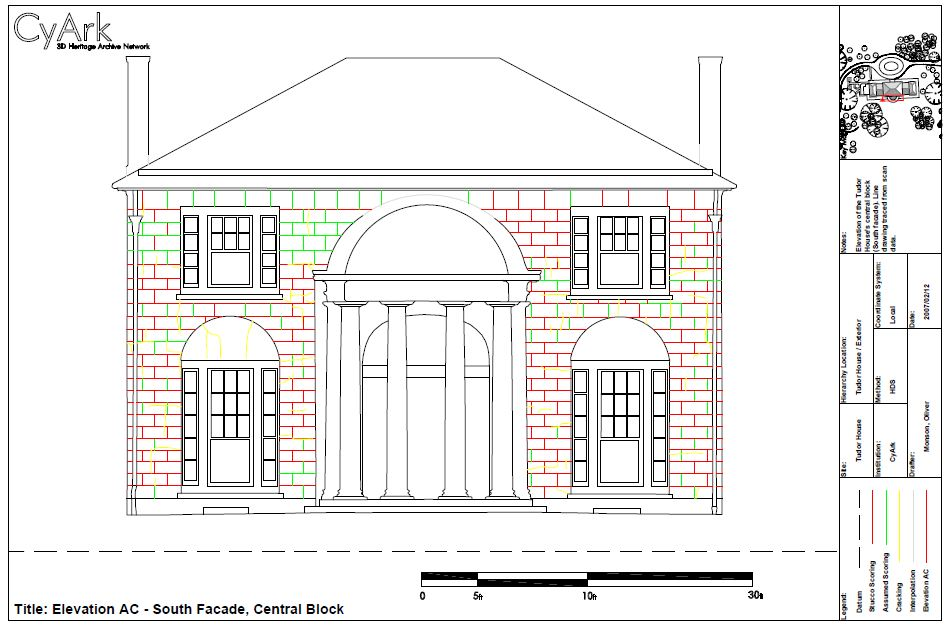
La facciata della villa col portico.